# Diplo
Diplo (pseudonim al lui Thomas Wesley Pentz; n. 10 noiembrie 1978, Tupelo⁠(d), Mississippi, SUA), cunoscut și sub numele Diplodocus, Wes Gully și Wes Diplo, este un DJ și producător muzical din Philadelphia. Alături de DJ Low Budget conduce un club Hollertronix. Porecla Diplodocus vine de la fascinația lui din copilărie față de dinozauri. A creat remixuri pentru diferiți artiști precum Gwen Stefani („Hollaback Girl”), Justin Timberlake („My Love”) și Kanye West („Gold Digger”, „Flashing Lights”).